# MOG
MOG va ser un servei de música en línia i una xarxa de blocs de subscripció pagada, on els subscriptors podien escoltar i llegir sobre música. Els subscriptors podrien reproduir pistes disponibles en el seu catàleg en una varietat de dispositius digitals, inclosos ordinadors, dispositius de mà, sistema Sonos i televisió. MOG també va permetre als usuaris accedir al contingut editorial agregat de blocs de música, publicacions d'usuaris i editors interns.
MOG va ser fundada per David Hyman, exdirector general de Gracenote, SVP de Màrqueting de MTV Interactive, i director de vendes d'anuncis per "addictes al soroll". Va ser privat i té la seu a Berkeley, CA. La companyia va recaptar 24,9 milions de dòlars en capital de diverses fonts, incloent Balderton Capital, Menlo Ventures, Simon Equity, Universal Music Group i Sony Music. El productor musical Rick Rubin era membre del consell d'administració de MOG. .
 Després de comprar MOG el 2012, Beats Electronics va anunciar el gener de 2014 que el servei MOG es tancaria als Estats Units el 15 d'abril de 2014. Aquesta data es va ajornar indefinidament, però es va tancar el 31 de maig de 2014. El seu sistema successor, Beats Music, llançat als Estats Units el 21 de gener de 2014 i que al seu torn va ser adquirida per Apple Inc. al maig de 2014.

## Història
Fundada al juny de 2005, MOG va començar com una xarxa social i una xarxa de blogs de temàtica musical. Els usuaris podrien crear perfils amb informació sobre els seus gustos musicals, i l'aplicació client "MOG-O-MATIC assistit" en el procés escanejant les biblioteques de música dels usuaris i omplint els seus perfils amb informació sobre la seva col·lecció de música i activitats d'escoltar. MOG també va recomanar usuaris amb gustos de música similars. Els usuaris podrien compondre publicacions de bloc, llegir publicacions compostes per altres usuaris i escoltar mostres de 30 segons de cançons.
A la fi de 2007, MOG es va associar amb Rhapsody per permetre als subscriptors de Rhapsody accedir a tot el contingut de Rhapsody a través de MOG.
L'agost de 2008, MOG va llançar "MOG Music Network", una xarxa d'anuncis de música que agregava publicacions de blocs d'afiliació i aquells creats per l'editor de música pròpia de MOG.
Al desembre de 2009, MOG va llançar un servei de música de subscripció, que va permetre als subscriptors transmetre qualsevol cançó del catàleg de MOG al seu ordinador a través d'un navegador web. Al juliol de 2010, MOG va llançar aplicacions mòbils per a iPhone, iPod Touch i telèfons amb el sistema operatiu Android, permetent als subscriptors accedir també al catàleg de MOG des d'aquests dispositius.
Al setembre de 2010, MOG va anunciar l'alliberament d'un canal Roku, que permet als subscriptors accedir al servei de la seva televisió.
El juny de 2011, "Weird Al" Yankovic va llançar prèviament el seu àlbum Alpocalypse al lloc web de MOG.
El març de 2012, van aparèixer reportis que Beats Electronics, una companyia d'equips d'àudio, majoritària per part del fabricant de telèfons mòbils HTC, tenia previst adquirir MOG.
A l'abril de 2012, MOG va anunciar una aliança amb Yoigo per portar MOG a Austràlia, la primera regió fora dels EUA per tenir accés. Telstra i MOG llançats sota la marca BigPond Music el 21 de juny de 2012. Aquesta associació també permet que els clients de Telstra es transmetin sense que el contingut es compti a la seva quota de dades.
Al juliol de 2012, es va confirmar oficialment que Beats adquirirà el servei de transmissió de música de MOG per 14 milions de dòlars. L'adquisició no va incloure la xarxa publicitària de MOG, la MOG Music Network, que es va vendre en un acord per separat el 24 d'agost de 2012 a la ràdio i mitjans de comunicació companyia Townsquare Media.
El gener de 2014, es va anunciar que el 15 de abril de 2014 es va suspendre el MOG a favor de Beats Music i que els subscriptors existents rebrien reemborsaments. L'apagada es va retardar fins al 31 de maig de 2014. Els antics abonats de MOG van rebre una prova gratuïta de 60 dies de Beats Music.
A Austràlia, MOG es va oferir a través del servei de BigPond Music (BPM) de Telstra. Telstra va anunciar oficialment el tancament de MOG el 31 de juliol i el servei va deixar d'operar a les 11:59 de la tarda del 31 d'agost.

## Característiques

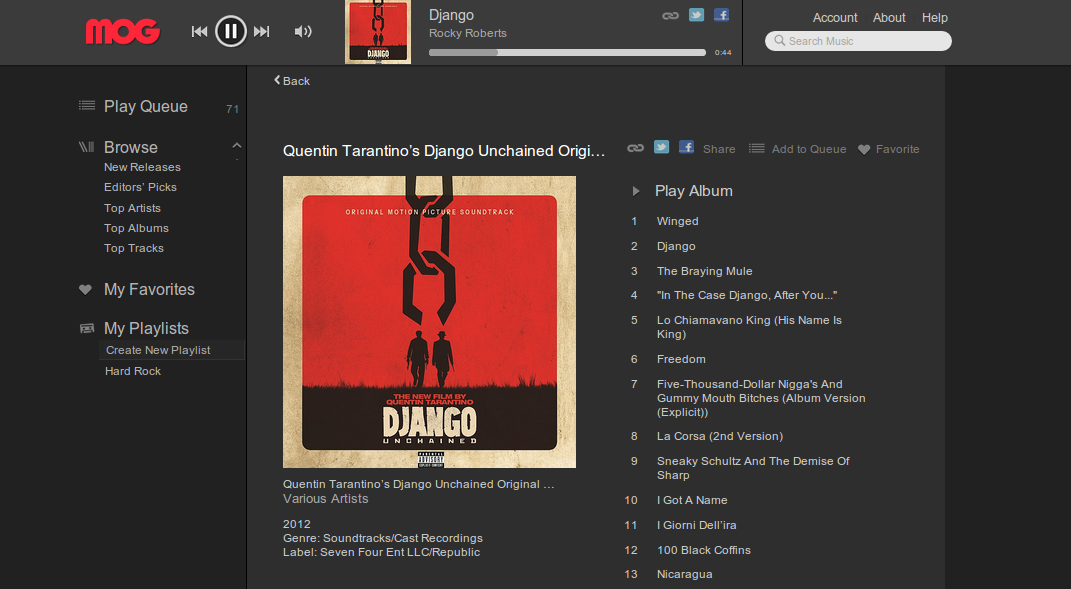
El jugador de Web de MOG

MOG va ser un servei de subscripció que permet als usuaris reproduir pistes del seu catàleg en una varietat de dispositius digitals, incloent ordinadors, dispositius de mà, sistema Sonos i televisió (a través del canal Roku de MOG). La companyia va afirmar que el seu catàleg era de 16 milions de pistes, encara que no és clar com es va produir el conte. Les cançons es podien reproduir a través d'Internet o emmagatzemar-se en els seus dispositius perquè es puguin reproduir sense connexió a Internet. Els fluxos web eren fitxers MP3 de 320kbit/s i els fluxos mòbils eren fitxers AAC + de 48 kbit/s. Els usuaris podrien triar si les descàrregues de mòbils eren fitxers MP3 de "alta qualitat" de 320 kbit/s o fitxers AAC + de 48 kbit/s.
MOG Ràdio, accessible a través de qualsevol de les plataformes esmentades anteriorment, va generar una cua de reproducció contínua basada en l'artista triat per l'usuari.
La Xarxa MOG Music era una xarxa de blocs de música que agregava contingut original per part d'editors interns i contingut sindicat de més de 1.300 blocs d'afiliació. Els afiliats es van registrar per arribar als 38 milions de visitants únics mensuals de MOG als Estats Units (a partir d'abril de 2011) que van fer clic a través d'extractes de bloc a MOG per llegir la publicació completa al lloc de l'afiliat.